# (4182) Mount Locke
(4182) Mount Locke est un astéroïde de la ceinture principale.

## Description
(4182) Mount Locke est un astéroïde de la ceinture principale. Il fut découvert le 2 mai 1951 à Fort Davis par l'observatoire McDonald. Il présente une orbite caractérisée par un demi-grand axe de 2,80 UA, une excentricité de 0,13 et une inclinaison de 8,1° par rapport à l'écliptique.

## Compléments